# Štěpán Kučera
Štěpán Kučera (Praag, 11 juni 1984) is een Tsjechische voetballer. De centrale verdediger stond tot september 2010 onder contract bij Club Brugge, dat hem in het seizoen 2009/10 verhuurde aan KSV Roeselare. Eerder speelde hij onder andere voor Sparta Praag. Kučera kwam vier keer uit voor het Tsjechische beloftenelftal.

## Biografie
Kučera begon met voetbal bij FK Chmel Blšany, waar hij als junior door Sparta Praag werd ontdekt. In het seizoen 2006-2007 brak hij volledig door. De eerste helft van het seizoen werd hij door Sparta Praag uitgeleend aan FK Jablonec 97. Aan de winterstop werd Kučera teruggehaald en groeide hij uit tot een vaste waarde in de verdediging.
Op 31 mei 2007 tekende Kučera een 4-jarig contract bij de Belgische voetbalploeg Club Brugge.
Maar in zijn eerste officiële wedstrijd liep het al behoorlijk fout. In de 66e minuut van de wedstrijd om de Supercup tussen RSC Anderlecht en Club Brugge K.V. kreeg de Tsjech een elleboogstoot van Roland Juhász in het aangezicht. Hij liep hierbij een oogkasbreuk en een hersenschudding op. Hiermee miste hij de competitiestart. Verder kon hij niet echt brengen wat van hem verwacht werd en moet hij vaak vrede nemen met de bank. In de zomer van 2008 keerde hij onder huurcontract terug naar Sparta Praag. Een half jaar later werd hij verhuurd aan FK Baumit Jablonec. Voor het seizoen 2009-2010 keerde hij terug naar Club Brugge. In dat seizoen werd hij voor een jaar uitgeleend aan KSV Roeselare.
In september 2010 werd er een einde gemaakt aan de samenwerking met Club Brugge. Het contract van Kučera, die geen toekomst meer had bij blauw-zwart, werd verbroken.

## Statistieken
| seizoen | club                 | land       | competitie     | duels | goals |
| ------- | -------------------- | ---------- | -------------- | ----- | ----- |
| 2005/06 | Sparta Praag         | Tsjechië   | Gambrinus liga | ?     | ?     |
| 2006/07 | → FK Jablonec 97     | Tsjechië   | Gambrinus liga | 16    | 1     |
| 2006/07 | Sparta Praag         | Tsjechië   | Gambrinus liga | 10    | 0     |
| 2007/08 | Club Brugge          | België     | Eerste klasse  | 5     | 0     |
| 2008/09 | → Sparta Praag       | Tsjechië   | Gambrinus liga | 10    | 0     |
| 2008/09 | → FK Baumit Jablonec | Tsjechië   | Gambrinus liga | 7     | 0     |
| 2009/10 | → KSV Roeselare      | België     | Eerste klasse  | 19    | 0     |
| 2010/11 | SK Kladno            | Tsjechië   | Druhá liga     | 3     | 1     |
| 2010/11 | Tobol Kustanai       | Kazachstan | Premjer-Liga   | 2     | 0     |
|         |                      |            | Totaal         | 72    | 2     |

Bijgewerkt: 17/12/2010